# Basement Jaxx
Basement Jaxx — британский дуэт в жанре электронной танцевальной музыки, созданный в 1994 году в Лондоне, состоящий из Саймона Рэтклиффа и Феликса Бакстона. Дуэт играет в основном хаус-музыку, выпустил шесть студийных альбомов (один из которых получил премию «Грэмми») и сборник синглов, известен своими ремиксами песен популярных исполнителей (например, Мисси Эллиот и Джастина Тимберлейка).

## История

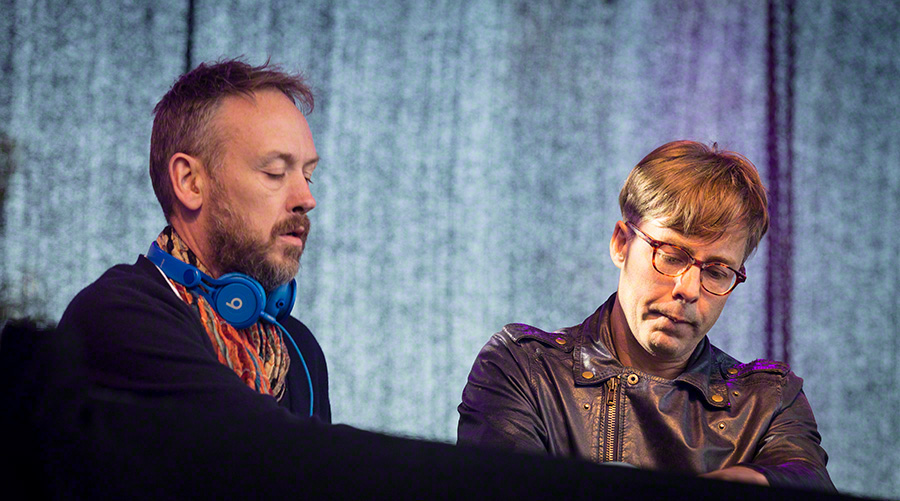
Basement Jazz, 2016

Basement Jaxx появились в 1994 году, когда они владели клубом в Лондоне под названием Rooty, как позже они назвали свою вторую пластинку. В 1999 году появляется дебютный альбом Basement Jaxx под названием Remedy. Сингл «Red Alert» с него был в саундтреке к фильму «Играй, как Бекхэм» и рекламе Кока-Колы и Никелодеона. В этом же году Basement Jaxx выпустили альбом Jaxx Unreleased ремиксом и другого материала.
Следующий альбом Rooty появился в 2001 году, он включал синглы: «Romeo», «Jus 1 Kiss», «Where’s Your Head At?», «Do Your Thing» и «Get Me Off». Клип Romeo отдаёт дань уважения стилю Болливуда. Сингл «Where’s Your Head At?» обрёл огромный успех в 2002 году, также прославившийся как саундтрек к фильму Tomb Raider. Xxtra Cutz был выпущен вскоре после Rooty, содержащий b-sides синглов альбома.
2003 год ознаменовался появлением третьего альбома Basement Jaxx Kish Kash, в подготовке альбома участвовали Lisa Kekaula (the Bellrays), Me’shell Ndegeocello, grime MC Диззи Раскал, Totlyn Jackson, JC Chasez, Сьюзи Сью (Siouxsie & the Banshees) и Phoebe. Из этого альбома треки Lucky Star, Good Luck и Plug It In были изданы как синглы. Good Luck был саундтреком к фильмам «Молодожёны» и Appleseed — anime мультфильму, вышедшему в 2004 году. Kish Kash был признан лучшим в номинации Best Electronic/Dance Album на 47-й Grammy Award.
В 2005 дуэт выпустил сборник The Singles с видео DVD, собравший синглы предыдущих лет и две новые песни «Oh My Gosh» и «U Don’t Know Me», которые были выпущены как синглы. Видео «U Don’t Know Me» показывает выпившую и веселящуюся королеву Елизавету II, он был запрещён к показу на MTV. The Singles (Special Edition) — специальное издание с диском Bonus Traxx также было выпущено.
Их четвёртый альбом Crazy Itch Radio вышел 4 сентября 2006 года в Великобритании одновременно с синглом «Hush Boy». В альбоме участвуют Dragonette (Martina Sorbara) («Martina Bang»), Лили Аллен и Робин. После релиза сингла «Hey U» в марте 2007 Basement Jaxx начали работать над следующим альбомом.
21 сентября 2009 года вышел пятый альбом группы Basement Jaxx Scars, включающий совместные работы группы с такими артистами как Келис, Сэм Спарро, Йоко Оно, Палома Фейт и др.

## Дискография

### Альбомы
- 1999: Remedy
- 2001: Rooty
- 2003: Kish Kash
- 2006: Crazy Itch Radio
- 2009: Scars
- 2009: Zephyr
- 2011: Basement Jaxx vs. Metropole Orkest
- 2014: Junto

### EP
- Star/Buddy (1994)
- EP 1 (1995)
- EP 2 (1995)
- Summer Daze EP (1995)
- EP 3 (1996)
- Sleazycheeks EP (1996)
- Urban Haze (1997)
- Xxtra Cutz (2001)
- Span Thang EP (2001)
- Junction EP (2002)
- Unreleased Mixes (2005)
- Planet 1 (2008)
- Planet 2 (2008)
- Planet 3 (2009)

### Сборники
- 1997: Atlantic Jaxx Recordings: A Compilation
- 2000: Jaxx Unreleased
- 2005: Basement Jaxx: The Singles
- 2006: Atlantic Jaxx Recordings: A Compilation Vol. 2

### Официальные синглы
| 1994                                        | «Star/Buddy»                           | —  | —  | — | —  | —  | —  | —  | Single only                             |
| 1996                                        | «Samba Magic»                          | —  | —  | — | —  | —  | —  | —  | Atlantic Jaxx Recordings: A Compilation |
| 1997                                        | «Fly Life»                             | 19 | —  | — | —  | —  | —  | —  | Atlantic Jaxx Recordings: A Compilation |
| 1999                                        | «Red Alert»                            | 5  | 22 | 1 | —  | 41 | —  | —  | Remedy                                  |
| 1999                                        | «Rendez-Vu»                            | 4  | 21 | 1 | —  | 61 | —  | —  | Remedy                                  |
| 1999                                        | «Jump N' Shout»                        | 12 | —  | — | —  | —  | —  | —  | Remedy                                  |
| 2000                                        | «Bingo Bango»                          | 13 | —  | 1 | —  | 99 | —  | —  | Remedy                                  |
| 2000                                        | «Romeo»                                | 6  | 17 | 5 | 82 | —  | —  | 9  | Rooty                                   |
| 2001                                        | «Jus 1 Kiss»                           | 20 | —  | — | 88 | —  | —  | —  | Rooty                                   |
| 2001                                        | «Where’s Your Head At?»                | 9  | 19 | 3 | 16 | 63 | —  | 38 | Rooty                                   |
| 2002                                        | «Get Me Off»                           | 22 | —  | — | 43 | —  | —  | —  | Rooty                                   |
| 2002                                        | «Do Your Thing»                        | 32 | —  | — | 33 | —  | —  | —  | Rooty                                   |
| 2003                                        | «Lucky Star»                           | 23 | —  | 3 | —  | —  | —  | —  | Kish Kash                               |
| 2003                                        | «Good Luck» (feat. Lisa Kekaula)       | 12 | 28 | 2 | 22 | 43 | —  | —  | Kish Kash                               |
| 2004                                        | «Plug It In» (feat. JC Chasez)         | 22 | —  | — | 43 | —  | —  | —  | Kish Kash                               |
| 2005                                        | «Oh My Gosh»                           | 8  | 23 | — | 36 | 91 | 4  | —  | Basement Jaxx: The Singles              |
| 2006                                        | «U Don’t Know Me» (feat. Lisa Kekaula) | 26 | —  | — | —  | —  | 12 | —  | Basement Jaxx: The Singles              |
| 2006                                        | «Hush Boy»                             | 27 | —  | — | 39 | —  | —  | —  | Crazy Itch Radio                        |
| 2006                                        | «Take Me Back To Your House»           | 42 | —  | — | 71 | 99 | 10 | —  | Crazy Itch Radio                        |
| 2007                                        | «Hey U»                                | —  | —  | — | —  | —  | —  | —  | Crazy Itch Radio                        |
| 2009                                        | «Raindrops»                            | 21 | 20 | — | 88 | —  | —  | —  | Scars                                   |
| 2009                                        | «Feelings Gone»                        | —  | —  | — | —  | —  | —  | —  | Scars                                   |
| 2013                                        | «Back 2 the Wild»                      |    |    |   |    |    |    |    |                                         |
| «—» означает песня не участвовала в чартах. |                                        |    |    |   |    |    |    |    |                                         |

### DVD
- Basement Jaxx: The Videos (2005)